# ارکج
ارکج (ارمنی: Էրքեջ، ترکی آذربایجانی: Erkeç) یک منطقهٔ مسکونی در جمهوری آرتساخ است که در استان شاهومیان واقع شده‌است